# Impasse Sainte-Aurélie
L'impasse Sainte-Aurélie est une voie sans issue de Strasbourg, rattachée administrativement au quartier Gare - Kléber, qui s'ouvre au no 26 de la rue Sainte-Marguerite.

## Désignation de la voie

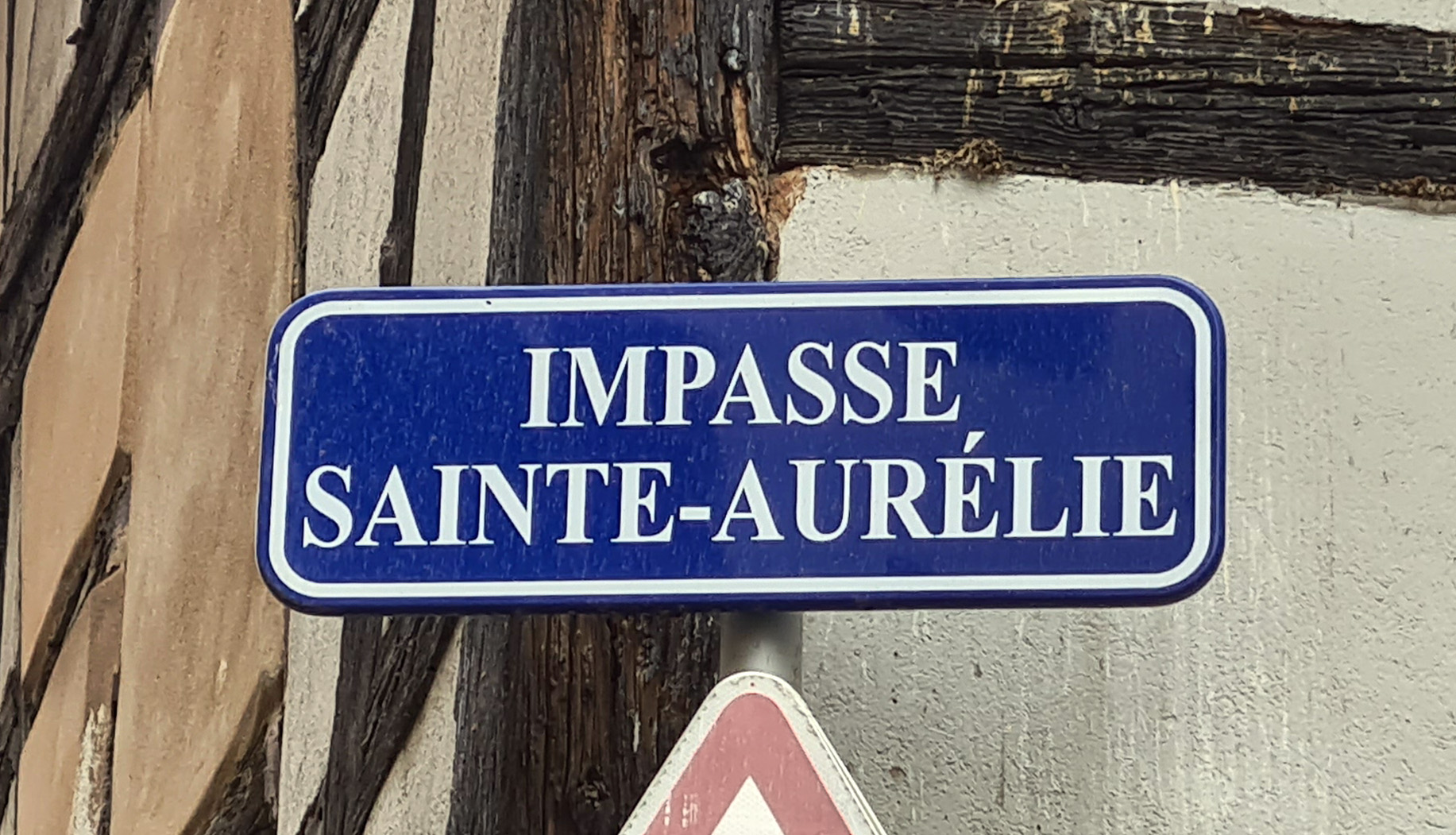
Plaque.

Proche de l'église Sainte-Aurélie, la ruelle a porté successivement différents noms, tous semblables : cul-de-sac Ste-Aurélie (1849), impasse Sainte-Aurélie (1856, 1918, 1945), Sankt-Aurelien Gässchen (1872), Aureliengässchen (1896), Sankt-Aureliengässchen (1940).
En dialecte alsacien, son nom est Aureliegässel.

## Histoire

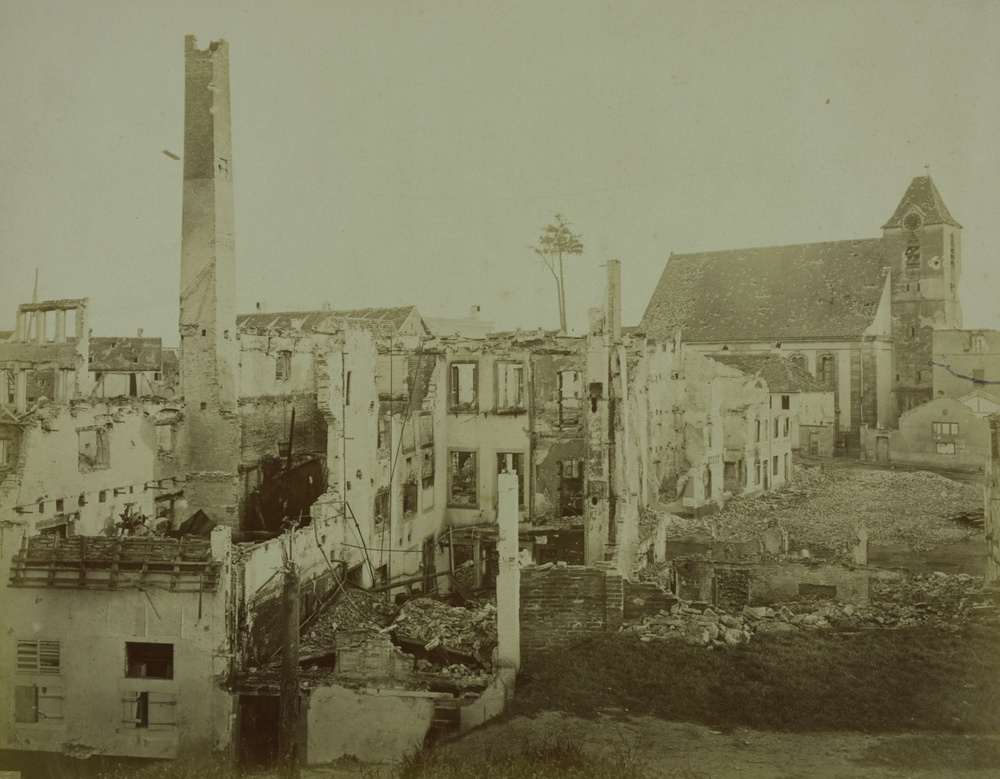
Abords de l'église Sainte-Aurélie en 1870.

La ruelle se trouve au cœur d'un faubourg populaire désigné sous le nom de Faubourg national depuis la Révolution française, mais connu auparavant comme le Faubourg des Charrons, puis le Faubourg blanc. C'était autrefois un quartier de maraîchers, de jardiniers et de couvents.
La plupart des édifices ont été détruits lors du siège de 1870.

## Bâtiments remarquables
- no 1 : Une petite maison à colombages datant de la Renaissance est l'une de celles qui subsistent de l'ancien quartier des Charrons (Unterwagnern)[3].

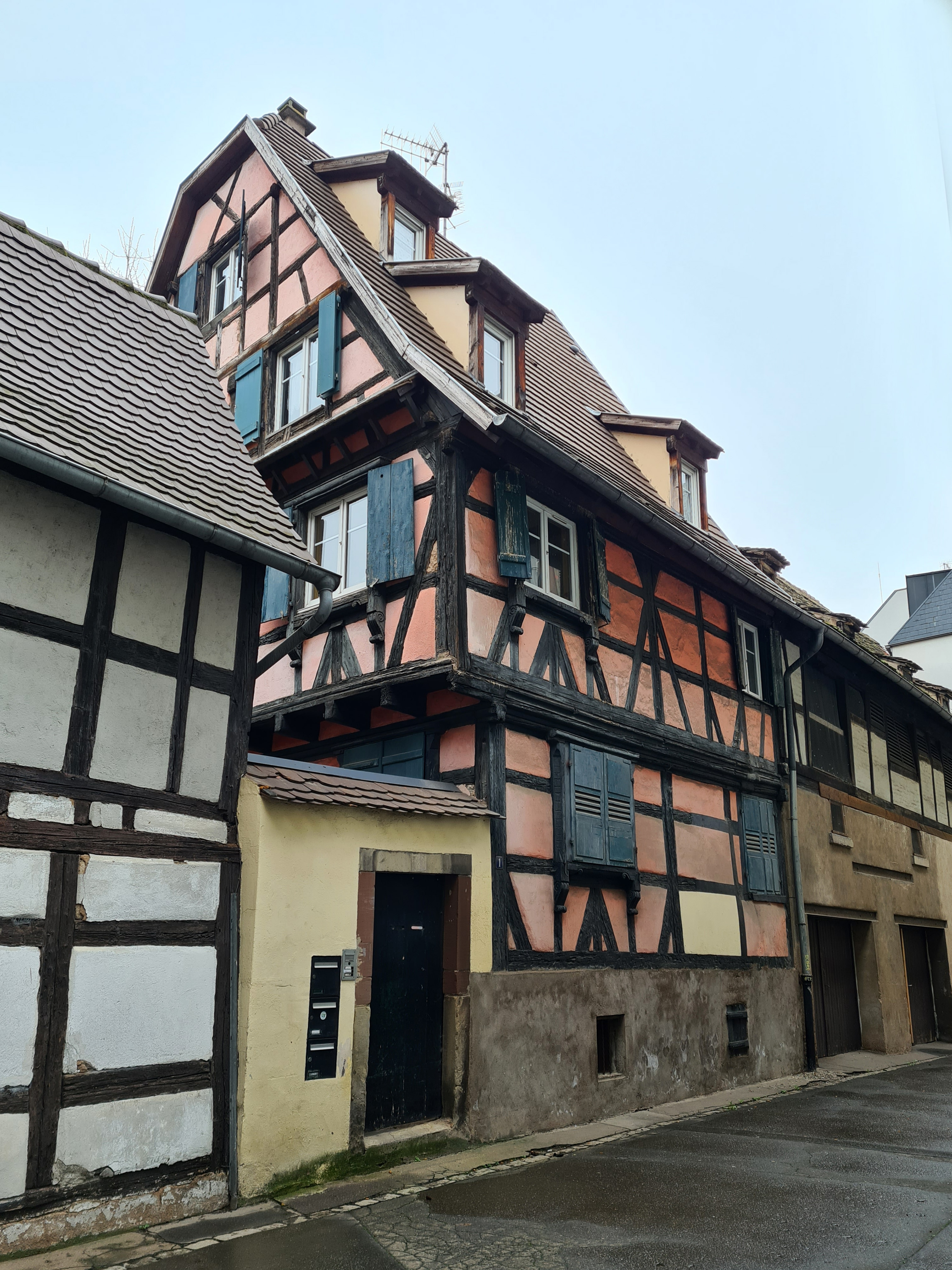
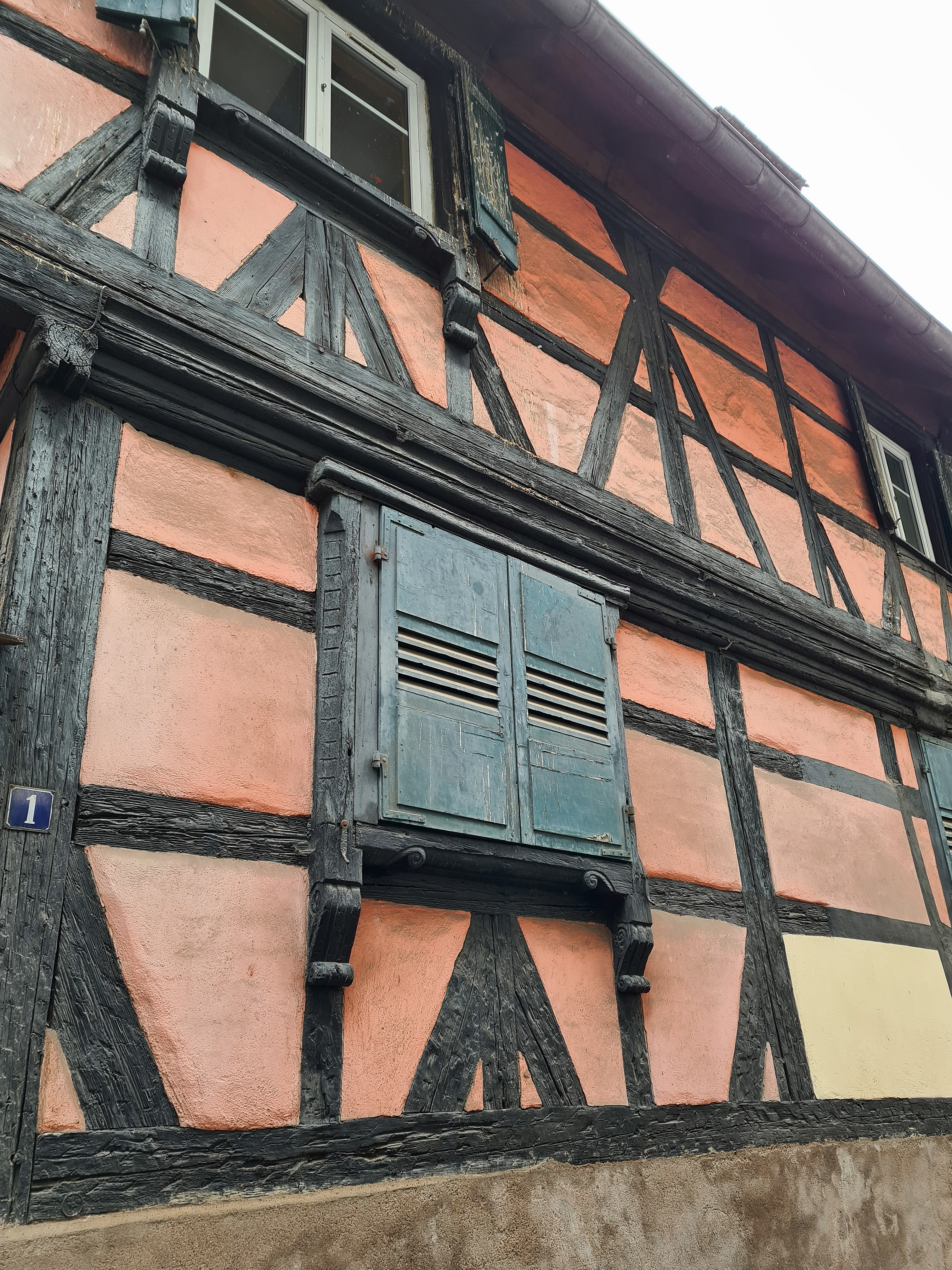
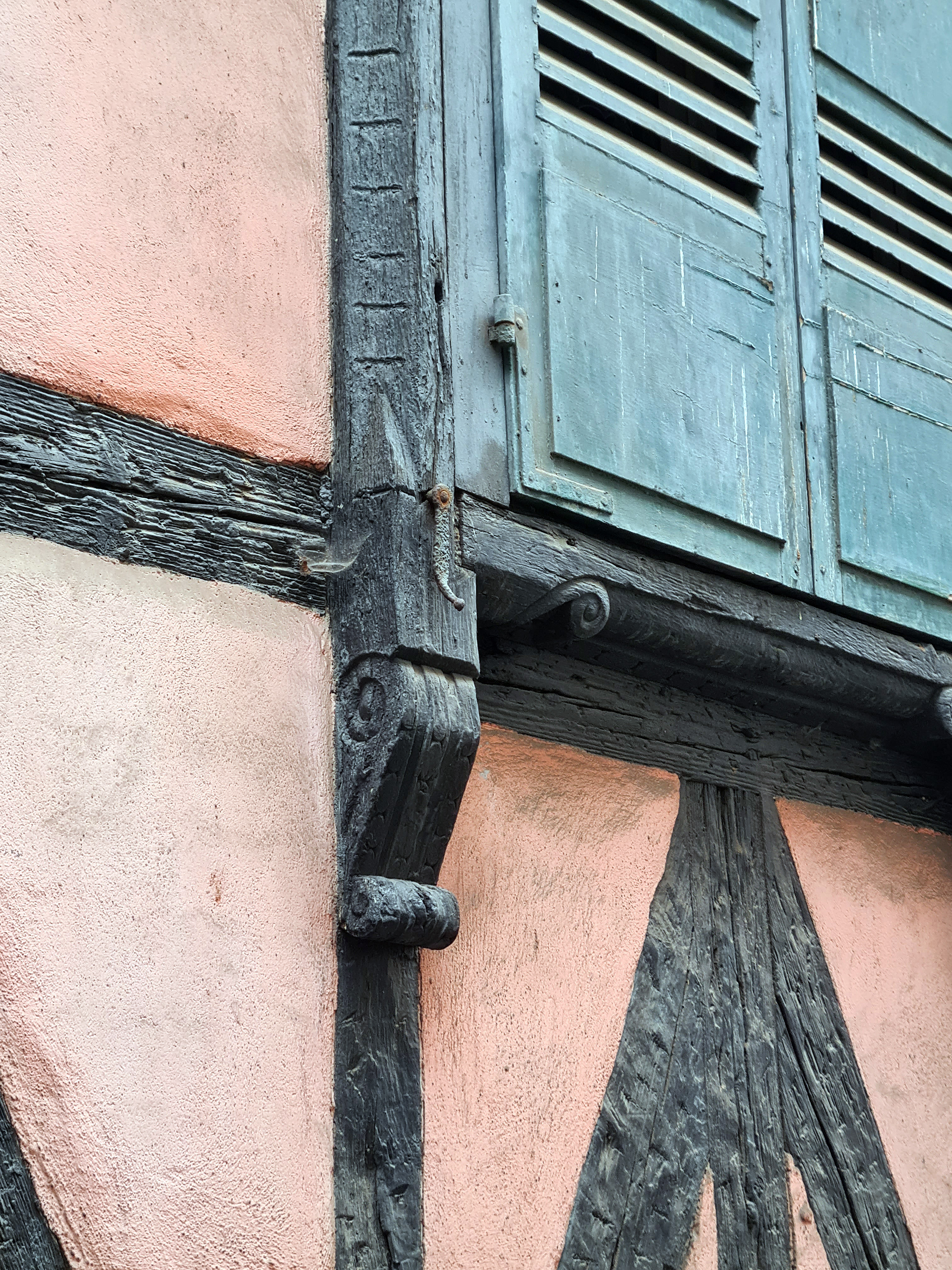

À l'entrée de la ruelle une grande maison à colombages du XVIIIe siècle s'ouvre au no 9 de la rue Martin-Bucer.